# Henry Rodríguez (baseball, 1987)
Pour les articles homonymes, voir Henry Rodríguez et Rodríguez.
Henry Alberto Rodríguez (né le 25 février 1987 à Santa Barbara, Zulia, Venezuela) est un lanceur de relève droitier de la Ligue majeure de baseball.

## Carrière
Henry Rodríguez est recruté comme agent libre amateur par les Athletics d'Oakland le 18 juillet 2003. Il joue en Dominican Summer League en 2005 avant de débuter en Ligues mineures aux États-Unis en 2006 en Arizona League. Il gravit ensuite les échelons : Kane County Cougars (A) en 2007, Stockton Ports (A+) et Midland Rockhounds (AA) en 2008, puis Sacramento River Cats (AAA) en 2009. Avec les River Cats, Rodríguez participe à 37 parties, pour 43.2 manches lancées, deux victoires, une défaite et 71 retraits sur des prises, malgré quelques petits soucis de contrôle. Pendant l'hiver, il joue en Ligue vénézuélienne de baseball professionnel avec les Águilas del Zulia en 2006 (2 matchs), 2007 (15 matchs, dont 7 comme lanceur partant pour une victoire, quatre défaites et une moyenne de points mérités de 4,26) et 2008 (12 matchs comme releveur).
Rodríguez fait ses débuts en Ligue majeure le 21 septembre 2009. Il ne rejoint pas les Águilas del Zulia après la saison américaine de 2009.
Reversé en Triple-A au début de la saison 2010, il est rappelé en Ligue majeure le 5 mai. 
Il rejoint les Nationals de Washington le 16 décembre 2010 à l'occasion d'un échange avec Corey Brown en retour de Josh Willingham. 
Il est envoyé 59 fois au monticule par Washington en 2011 et présente une moyenne de points mérités de 3,56 avec 3 victoires et 3 défaites. Rodriguez réussit 70 retraits sur des prises en 65 manches et deux tiers, mais il accorde aussi beaucoup de buts-sur-balles (45) et mène la Ligue nationale pour le nombre de mauvais lancers, avec 14.
Il joue pour Washington jusqu'en 2013. Le 11 juin 2013, les Nationals l'échangent aux Cubs de Chicago contre le lanceur droitier des ligues mineures Ian Dickson. Après avoir fini l'année avec les Cubs, il rejoint pour 2014 les Marlins de Miami mais est libéré après seulement deux performances laborieuses. Il est par la suite mis sous contrat puis relâché par les White Sox de Chicago sans avoir disputé un seul match avec eux.

## Statistiques
| Saison | Équipe  | G  | GS | CG | SHO | V | D | SV | IP   | SO | ERA  |
| ------ | ------- | -- | -- | -- | --- | - | - | -- | ---- | -- | ---- |
| 2009   | Oakland | 3  | 0  | 0  | 0   | 0 | 0 | 0  | 4.0  | 4  | 2,25 |
| 2010   | Oakland | 29 | 0  | 0  | 0   | 1 | 0 | 0  | 27.2 | 33 | 4,55 |
| Totaux | Totaux  | 32 | 0  | 0  | 0   | 1 | 0 | 0  | 31.2 | 37 | 4,26 |

Note : G = Matches joués ; GS = Matches comme lanceur partant ; CG = Matches complets ; SHO = Blanchissages ; 
V = Victoires ; D = Défaites ; SV = Sauvetages ; IP = Manches lancées ; SO = Retraits sur des prises ; ERA = Moyenne de points mérités.